# عين قصب (أهل الربع)
عين قصب هو دُوَّار يقع بجماعة بني قلة، إقليم وزان، جهة طنجة تطوان الحسيمة في المملكة المغربية. ينتمي الدوّار لمشيخة اهل الربع التي تضم 9 دواوير. يقدر عدد سكانه بـ 93 نسمة حسب الإحصاء الرسمي للسكان والسكنى لسنة 2004.

## روابط خارجية
- البوابة الوطنية للجماعات الترابية نسخة محفوظة 12 مارس 2018 على موقع واي باك مشين.
- المندوبية السامية للتخطيط